# Iván Helguera
Iván Helguera Bujía (Santander, 28 marzo 1975) è un allenatore di calcio ed ex calciatore spagnolo, di ruolo difensore o centrocampista.
È fratello maggiore di Luis, anch'egli calciatore.

## Carriera

### Giocatore

#### Club

##### Gli inizi
Iniziò a muovere i suoi primi passi nelle giovanili del Racing Santander, squadra della sua città natale. Fu poi acquistato dal Manchego, squadra militante nella terza divisione spagnola, con la quale fece il suo esordio come centrocampista in prima squadra nel 1996.
Dopo appena sei mesi fu acquistato dall'Albacete, militante in seconda divisione. Concluse la stagione con 14 presenze e 2 gol.

##### Roma ed Espanyol
Nella stagione 1997-1998 fu acquistato dalla Roma per 5 miliardi di lire. Alla corte del tecnico Zeman non riuscì a imporsi e concluse la stagione con pochi minuti giocati.
Nell'estate del 1998 Helguera ritornò in Spagna, vestendo la maglia dell'Espanyol, in Primera División. L'allenatore Marcelo Bielsa lo adattò a difensore, caratteristica che fu fondamentale per il suo posizionamento. Giocò da titolare un'ottima stagione segnando anche due gol, e questo portò il Real Madrid ad acquistare le prestazioni del giocatore prima che la stagione finisse.

##### Real Madrid
Nella stagione 1999-2000 Helguera arrivò a Madrid per una cifra intorno ai 7 milioni di euro e scelse il numero 15. Giocò come titolare gran parte della stagione e vinse la finale di Champions League vinta per 3-0 ai danni del Valencia giocando da subentrato. La stagione successiva scelse il numero 6, che tenne fino alla stagione 2006-07, dove scelse il 21. Vestì la maglia dei blancos per 8 stagioni, vincendo 3 campionati, 2 supercoppe, 2 Champions League e 1 Supercoppa europea.

##### Valencia
Dopo l'esperienza al Real, il 20 luglio del 2007 firmò un contratto triennale con il Valencia. Durante la prima stagione con la nuova maglia il difensore vinse una Copa del Rey.
Il 12 dicembre 2008 decise di rescindere anticipatamente il contratto che lo legava alla società spagnola e di ritirarsi dal calcio giocato.

#### Nazionale
Fece il suo esordio nell'amichevole del 18 novembre del 1998 tra Italia e Spagna, terminata 2-2, mentre il calciatore era tesserato dalla Roma. Segnò il suo primo gol in una partita ufficiale il 24 marzo del 2001 nella vittoria per 5-0 ai danni del Liechtenstein, valevole per la qualificazione dei mondiali del 2002. Fu convocato agli europei del 2000 e del 2004 e al mondiale del 2002. Giocò le qualificazioni al mondiale del 2006 ma poi non prese parte alla fase finale.

### Allenatore
Il 26 maggio 2020, il club spagnolo del Las Rozas, neopromosso nella terza divisione nazionale, ha reso noto tramite i suoi social di aver ingaggiato Helguera come nuovo allenatore per la stagione 2020-2021. Il 9 novembre 2020, dopo quattro giornate consecutive senza vittorie, viene esonerato dal club.

## Statistiche

### Presenze e reti nei club
Statistiche aggiornate al 26 marzo 2017.
| Stagione           | Squadra            | Campionato         | Campionato | Campionato | Coppe nazionali | Coppe nazionali | Coppe nazionali | Coppe continentali | Coppe continentali | Coppe continentali | Altre coppe | Altre coppe | Altre coppe | Totale | Totale |
| Stagione           | Squadra            | Comp               | Pres       | Reti       | Comp            | Pres            | Reti            | Comp               | Pres               | Reti               | Comp        | Pres        | Reti        | Pres   | Reti   |
| ------------------ | ------------------ | ------------------ | ---------- | ---------- | --------------- | --------------- | --------------- | ------------------ | ------------------ | ------------------ | ----------- | ----------- | ----------- | ------ | ------ |
| 1996-gen. 1997     | CD Manchego        | SDB                | 13         | 2          | CR              | 2               | 0               | -                  | -                  | -                  | -           | -           | -           | 15     | 2      |
| gen.-giu. 1997     | Albacete           | SD                 | 14         | 2          | CR              | -               | -               | -                  | -                  | -                  | -           | -           | -           | 14     | 2      |
| 1997-1998          | Roma               | A                  | 9          | 0          | CI              | 1               | 0               | -                  | -                  | -                  | -           | -           | -           | 10     | 0      |
| 1998-1999          | Espanyol           | PD                 | 37         | 2          | CR              | 3               | 0               | Int                | 0                  | 0                  | -           | -           | -           | 40     | 2      |
| 1999-2000          | Real Madrid        | PD                 | 33         | 0          | CR              | 6               | 0               | UCL                | 15                 | 2                  | Cmc         | 1           | 0           | 55     | 2      |
| 2000-2001          | Real Madrid        | PD                 | 32         | 5          | CR              | 1               | 0               | UCL                | 14                 | 6                  | SU+CInt     | 1+1         | 0           | 49     | 11     |
| 2001-2002          | Real Madrid        | PD                 | 26         | 2          | CR              | 6               | 0               | UCL                | 12                 | 3                  | SS          | 0           | 0           | 44     | 5      |
| 2002-2003          | Real Madrid        | PD                 | 33         | 6          | CR              | 1               | 0               | UCL                | 15                 | 0                  | SU+CInt     | 1+1         | 0           | 51     | 6      |
| 2003-2004          | Real Madrid        | PD                 | 29         | 1          | CR              | 6               | 0               | UCL                | 8                  | 2                  | SS          | 2           | 0           | 45     | 3      |
| 2004-2005          | Real Madrid        | PD                 | 34         | 3          | CR              | 1               | 0               | UCL                | 10                 | 1                  | -           | -           | -           | 45     | 4      |
| 2005-2006          | Real Madrid        | PD                 | 19         | 0          | CR              | 4               | 0               | UCL                | 4                  | 1                  | -           | -           | -           | 27     | 1      |
| 2006-2007          | Real Madrid        | PD                 | 23         | 1          | CR              | 2               | 0               | UCL                | 5                  | 0                  | -           | -           | -           | 30     | 1      |
| Totale Real Madrid | Totale Real Madrid | Totale Real Madrid | 229        | 18         |                 | 27              | 0               |                    | 83                 | 15                 |             | 7           | 0           | 346    | 33     |
| 2007-2008          | Valencia           | PD                 | 24         | 1          | CR              | 6               | 0               | UCL                | 7                  | 1                  | -           | -           | -           | 37     | 2      |
| 2008-2009          | Valencia           | PD                 | 1          | 0          | CR              | 2               | 0               | CU                 | 3                  | 0                  | SS          | 0           | 0           | 6      | 0      |
| Totale Valencia    | Totale Valencia    | Totale Valencia    | 25         | 1          |                 | 8               | 0               |                    | 10                 | 1                  |             | 0           | 0           | 43     | 2      |
| Totale carriera    | Totale carriera    | Totale carriera    | 327        | 25         |                 | 41              | 0               |                    | 93                 | 16                 |             | 7           | 0           | 468    | 41     |

### Cronologia presenze e reti in nazionale
| Cronologia completa delle presenze e delle reti in nazionale ― Spagna | Cronologia completa delle presenze e delle reti in nazionale ― Spagna | Cronologia completa delle presenze e delle reti in nazionale ― Spagna | Cronologia completa delle presenze e delle reti in nazionale ― Spagna | Cronologia completa delle presenze e delle reti in nazionale ― Spagna | Cronologia completa delle presenze e delle reti in nazionale ― Spagna | Cronologia completa delle presenze e delle reti in nazionale ― Spagna | Cronologia completa delle presenze e delle reti in nazionale ― Spagna |
| Data                                                                  | Città                                                                 | In casa                                                               | Risultato                                                             | Ospiti                                                                | Competizione                                                          | Reti                                                                  | Note                                                                  |
| --------------------------------------------------------------------- | --------------------------------------------------------------------- | --------------------------------------------------------------------- | --------------------------------------------------------------------- | --------------------------------------------------------------------- | --------------------------------------------------------------------- | --------------------------------------------------------------------- | --------------------------------------------------------------------- |
| 18-11-1998                                                            | Salerno                                                               | Italia                                                                | 2 – 2                                                                 | Spagna                                                                | Amichevole                                                            | -                                                                     | 46’                                                                   |
| 31-3-1999                                                             | Serravalle                                                            | San Marino                                                            | 0 – 6                                                                 | Spagna                                                                | Qual. Euro 2000                                                       | -                                                                     | 75’                                                                   |
| 5-5-1999                                                              | Siviglia                                                              | Spagna                                                                | 3 – 1                                                                 | Croazia                                                               | Amichevole                                                            | -                                                                     | 68’                                                                   |
| 29-3-2000                                                             | Barcellona                                                            | Spagna                                                                | 2 – 0                                                                 | Italia                                                                | Amichevole                                                            | -                                                                     | 77’                                                                   |
| 3-6-2000                                                              | Göteborg                                                              | Svezia                                                                | 1 – 1                                                                 | Spagna                                                                | Amichevole                                                            | -                                                                     | 46’                                                                   |
| 7-6-2000                                                              | Lussemburgo                                                           | Lussemburgo                                                           | 0 – 1                                                                 | Spagna                                                                | Amichevole                                                            | -                                                                     |                                                                       |
| 13-6-2000                                                             | Rotterdam                                                             | Spagna                                                                | 0 – 1                                                                 | Norvegia                                                              | Euro 2000 - 1º turno                                                  | -                                                                     | 79’                                                                   |
| 18-6-2000                                                             | Amsterdam                                                             | Slovenia                                                              | 1 – 2                                                                 | Spagna                                                                | Euro 2000 - 1º turno                                                  | -                                                                     | 81’ 82’                                                               |
| 21-6-2000                                                             | Bruges                                                                | Jugoslavia                                                            | 3 – 4                                                                 | Spagna                                                                | Euro 2000 - 1º turno                                                  | -                                                                     |                                                                       |
| 25-6-2000                                                             | Bruges                                                                | Spagna                                                                | 1 – 2                                                                 | Francia                                                               | Euro 2000 - Quarti di finale                                          | -                                                                     | 77’                                                                   |
| 2-9-2000                                                              | Sarajevo                                                              | Bosnia ed Erzegovina                                                  | 1 – 2                                                                 | Spagna                                                                | Qual. Mondiali 2002                                                   | -                                                                     | 51’                                                                   |
| 7-10-2000                                                             | Madrid                                                                | Spagna                                                                | 2 – 0                                                                 | Israele                                                               | Qual. Mondiali 2002                                                   | -                                                                     |                                                                       |
| 11-10-2000                                                            | Vienna                                                                | Austria                                                               | 1 – 1                                                                 | Spagna                                                                | Qual. Mondiali 2002                                                   | -                                                                     |                                                                       |
| 28-2-2001                                                             | Birmingham                                                            | Inghilterra                                                           | 3 – 0                                                                 | Spagna                                                                | Amichevole                                                            | -                                                                     |                                                                       |
| 24-3-2001                                                             | Alicante                                                              | Spagna                                                                | 5 – 0                                                                 | Liechtenstein                                                         | Qual. Mondiali 2002                                                   | 1                                                                     | 67’                                                                   |
| 28-3-2001                                                             | Valencia                                                              | Spagna                                                                | 2 – 1                                                                 | Francia                                                               | Amichevole                                                            | 1                                                                     | 63’                                                                   |
| 25-4-2001                                                             | Cordova                                                               | Spagna                                                                | 1 – 0                                                                 | Giappone                                                              | Amichevole                                                            | -                                                                     | 31’                                                                   |
| 2-6-2001                                                              | Oviedo                                                                | Spagna                                                                | 4 – 1                                                                 | Bosnia ed Erzegovina                                                  | Qual. Mondiali 2002                                                   | -                                                                     | 46’                                                                   |
| 6-6-2001                                                              | Tel Aviv                                                              | Israele                                                               | 1 – 1                                                                 | Spagna                                                                | Qual. Mondiali 2002                                                   | -                                                                     | 75’ 90’                                                               |
| 13-2-2002                                                             | Barcellona                                                            | Spagna                                                                | 1 – 1                                                                 | Portogallo                                                            | Amichevole                                                            | -                                                                     | 46’                                                                   |
| 27-3-2002                                                             | Rotterdam                                                             | Paesi Bassi                                                           | 1 – 0                                                                 | Spagna                                                                | Amichevole                                                            | -                                                                     | 46’                                                                   |
| 17-4-2002                                                             | Belfast                                                               | Irlanda del Nord                                                      | 0 – 5                                                                 | Spagna                                                                | Amichevole                                                            | -                                                                     | 46’                                                                   |
| 2-6-2002                                                              | Gwangju                                                               | Spagna                                                                | 3 – 1                                                                 | Slovenia                                                              | Mondiali 2002 - 1º turno                                              | -                                                                     | 74’                                                                   |
| 7-6-2002                                                              | Jeonju                                                                | Spagna                                                                | 3 – 1                                                                 | Paraguay                                                              | Mondiali 2002 - 1º turno                                              | -                                                                     | 46’                                                                   |
| 12-6-2002                                                             | Daejeon                                                               | Sudafrica                                                             | 2 – 3                                                                 | Spagna                                                                | Mondiali 2002 - 1º turno                                              | -                                                                     |                                                                       |
| 16-6-2002                                                             | Suwon                                                                 | Spagna                                                                | 1 – 1 dts (3 – 2 dtr)                                                 | Irlanda                                                               | Mondiali 2002 - Ottavi di finale                                      | -                                                                     |                                                                       |
| 22-6-2002                                                             | Gwangju                                                               | Spagna                                                                | 0 – 0 dts (3 – 5 dtr)                                                 | Corea del Sud                                                         | Mondiali 2002 - Quarti di finale                                      | -                                                                     | 90+3’                                                                 |
| 7-9-2002                                                              | Atene                                                                 | Grecia                                                                | 0 – 2                                                                 | Spagna                                                                | Qual. Euro 2004                                                       | -                                                                     | 66’                                                                   |
| 12-10-2002                                                            | Albacete                                                              | Spagna                                                                | 3 – 0                                                                 | Irlanda del Nord                                                      | Qual. Euro 2004                                                       | -                                                                     |                                                                       |
| 20-11-2002                                                            | Granada                                                               | Spagna                                                                | 1 – 0                                                                 | Bulgaria                                                              | Amichevole                                                            | -                                                                     | 46’                                                                   |
| 12-2-2003                                                             | Las Palmas                                                            | Spagna                                                                | 3 – 1                                                                 | Germania                                                              | Amichevole                                                            | -                                                                     | 46’                                                                   |
| 2-4-2003                                                              | León                                                                  | Spagna                                                                | 3 – 0                                                                 | Armenia                                                               | Qual. Euro 2004                                                       | 1                                                                     |                                                                       |
| 30-4-2003                                                             | Madrid                                                                | Spagna                                                                | 4 – 0                                                                 | Ecuador                                                               | Amichevole                                                            | -                                                                     | 46’                                                                   |
| 7-6-2003                                                              | Saragozza                                                             | Spagna                                                                | 0 – 1                                                                 | Grecia                                                                | Qual. Euro 2004                                                       | -                                                                     | 85’                                                                   |
| 11-6-2003                                                             | Belfast                                                               | Irlanda del Nord                                                      | 0 – 0                                                                 | Spagna                                                                | Qual. Euro 2004                                                       | -                                                                     |                                                                       |
| 11-10-2003                                                            | Erevan                                                                | Armenia                                                               | 0 – 4                                                                 | Spagna                                                                | Qual. Euro 2004                                                       | -                                                                     |                                                                       |
| 15-11-2003                                                            | Valencia                                                              | Spagna                                                                | 2 – 1                                                                 | Norvegia                                                              | Qual. Euro 2004                                                       | -                                                                     |                                                                       |
| 19-11-2003                                                            | Oslo                                                                  | Norvegia                                                              | 0 – 3                                                                 | Spagna                                                                | Qual. Euro 2004                                                       | -                                                                     |                                                                       |
| 18-2-2004                                                             | Barcellona                                                            | Spagna                                                                | 2 – 1                                                                 | Perù                                                                  | Amichevole                                                            | -                                                                     |                                                                       |
| 28-4-2004                                                             | Genova                                                                | Italia                                                                | 1 – 1                                                                 | Spagna                                                                | Amichevole                                                            | -                                                                     | 63’                                                                   |
| 5-6-2004                                                              | Getafe                                                                | Spagna                                                                | 4 – 0                                                                 | Andorra                                                               | Amichevole                                                            | -                                                                     | 46’                                                                   |
| 12-6-2004                                                             | Faro                                                                  | Spagna                                                                | 1 – 0                                                                 | Russia                                                                | Euro 2004 - 1º turno                                                  | -                                                                     |                                                                       |
| 16-6-2004                                                             | Porto                                                                 | Grecia                                                                | 1 – 1                                                                 | Spagna                                                                | Euro 2004 - 1º turno                                                  | -                                                                     |                                                                       |
| 20-6-2004                                                             | Lisbona                                                               | Spagna                                                                | 0 – 1                                                                 | Portogallo                                                            | Euro 2004 - 1º turno                                                  | -                                                                     |                                                                       |
| 18-8-2004                                                             | Las Palmas                                                            | Spagna                                                                | 3 – 2                                                                 | Venezuela                                                             | Amichevole                                                            | -                                                                     |                                                                       |
| 3-9-2004                                                              | Valencia                                                              | Spagna                                                                | 1 – 1                                                                 | Scozia                                                                | Amichevole                                                            | -                                                                     | 57’                                                                   |
| 8-9-2004                                                              | Zenica                                                                | Bosnia ed Erzegovina                                                  | 1 – 1                                                                 | Spagna                                                                | Qual. Mondiali 2006                                                   | -                                                                     |                                                                       |
| Totale                                                                |                                                                       | Presenze                                                              | 47                                                                    |                                                                       | Reti                                                                  | 3                                                                     |                                                                       |

## Palmarès

### Club

#### Competizioni nazionali
- Campionato spagnolo: 3

Real Madrid: 2000-2001, 2002-2003, 2006-2007
- Supercoppa di Spagna: 2

Real Madrid: 2001, 2003
- Coppa di Spagna: 1

Valencia: 2007-2008

#### Competizioni internazionali
- UEFA Champions League: 2

Real Madrid: 1999-2000, 2001-2002
- Supercoppa UEFA: 1

Real Madrid: 2002
- Coppa Intercontinentale: 1

Real Madrid: 2002